# Incesto (filme)
Incesto é um filme brasileiro de 1976, com direção de Fauzi Mansur.

## Elenco[2]
- Ezequias Balmat
- Suleiman Daoud
- Celina de Castro
- Celso Luiz Gil
- Serafim González
- Lano Grandi
- Sérgio Hingst
- José Lucas
- Matilde Mastrangi
- Marthus Mathias
- Roberto Miranda
- Noelle Pinne
- Sandra Regina
- Teresa Rodrigues